# Stereo Fabrication of Youth
Stereo Fabrication of Youth（ステレオ・ファブリケーション・オブ・ユース）は、名古屋出身のエモーショナル・ハードコア・ギターロックバンドである。1999年名古屋大学フォークソング同好会にて結成。2003年東芝EMIよりメジャーデビュー。2022年現在は江口亮以外の全員が脱退し、活動休止中。略称はステファブ。

## メンバー
- 江口亮（えぐち りょう、1979年12月25日 - ）ボーカル・ギター担当。
  - 岐阜県関市出身[2]。中京大学卒。
  - ギター以外にもキーボードも弾ける。和田在籍時は主に作曲を担当。
  - 現在は作詞家、作曲家、編曲家としても活動しており、LiSA、さユり、いきものがかり、ポルノグラフィティ、坂本真綾、東京パフォーマンスドール（新生）などの楽曲のアレンジを中心に活動している他、school food punishment、cinema staffなどの楽曲制作（後述）にも携わっている。また、2012年からは元school food punishmentの内村友美らと結成したla la larksでキーボード・ギターを務めている。
  - 初音ミク「マジカルミライ 2013」のサウンドプロデュースを担当した[3]。
  - 2022年3月21日に、「If I」名義でスピラ・スピカの楽曲にアレンジャーとして携わっていたことが明かされた[4]。

## 元メンバー
- 岡田真司（おかだ　しんじ） ベース担当。
  - 江口のバイト先の後輩だったことから2000年夏加入、2002年脱退。

- 内田崇仁（うちだ たかひと） ベース担当。
  - 愛知県一宮市出身。愛知大学卒。
  - 好きなアーティストは、クラムボンとMr.Children。
  - 2002年加入、2004年11月14日脱退。現在はSUNSET RECORDにてギタリストとして活動中。

- 加藤由浩（かとう よしひろ） ドラム担当。
  - 岐阜県関市出身。2000年夏に加入。
  - 江口の高校時代の後輩である。
  - 好きなアーティストはベック。
  - 一時期、和田と同居していたことがある。
  - 名古屋で行われたワンマンを期に、2005年7月25日脱退。現在は引退し、営業マン。

- 和田勉（わだ つとむ、1979年10月10日 - ）ギター・ヴォーカル・作詞を担当。
  - 愛知県尾張旭市出身、名古屋大学卒。
  - Stereo Fabrication of Youth 結成時からのメンバー。ちなみに、ステファブの前身バンドではヴォーカルを担当。
  - 浜田亜紀子のアルバム「キラリ」では、作曲とミックスで参加している。（M-3『22』。）
  - 2007年12月2日脱退。現在は引退し、名古屋市役所の職員として勤務している[5]。既婚。

※岡田を除く3人については、脱退後も記念イベント等の一夜限りのライブで再集結する事がある。

## ディスコグラフィー

### シングル
- 1979（2003年4月2日）
- 首都高ドライブ（2004年3月17日）
- Morning Glory（2006年6月14日）

### アルバム
- Are you independent?（2000年8月7日）
- Audity（2003年9月26日）
- albino（2004年10月6日）

### ミニアルバム
- KNOW FUTURE FOR YOU（2002年8月7日）
- Lifedoor（2005年3月30日）
- イマジン（2006年11月15日）

## 提供作品（江口亮名義）
いきものがかり
- 「卒業写真」（編曲）
- 「HANABI」（編曲・共サウンドプロデュース・アコースティックギター・キーボード）（サウンドプロデュースは西原永二と共同）
- 「GET CRAZY!-秋 mix version-」（編曲）
- 「流星ミラクル」（編曲・プログラミング・ギター・ベース・ピアノ）
- 「風に吹かれて」（編曲・プログラミング・ギター・ベース）
- 「うるわしきひと」（編曲・共サウンドプロデュース・ギター・ベース・キーボード）（サウンドプロデュースは西原永二と共同）
- 「春一番」（編曲）
- 「夏空グラフィティ」（編曲・サウンドプロデュース・プログラミング・ギター）
- 「青春ライン」（編曲・サウンドプロデュース・プログラミング）
- 「ブルーバード」（編曲・プログラミング）
- 「気まぐれロマンティック」（編曲）
- 「ホタルノヒカリ」（編曲・サウンドプロデュース・ピアノ）
- 「オリオン」（いきものがかりと共編曲）
- 「時をかける少女」（編曲・サウンドプロデュース・シンセサイザー）
- 「ハルウタ」（編曲・プログラミング・タンバリン・共ストリングスアレンジ）（ストリングスアレンジは村山達哉と共同）
- 「ホントウノヒビ」（編曲）
- 「虹」（編曲・プログラミング・アコースティックギター）
- 「いろはにほへと」（編曲・共サウンドプロデュース・アコースティックギター）（サウンドプロデュースは西原永二と共同）
- 「月とあたしと冷蔵庫」（いきものがかりと共編曲・ギター）
- 「スピリッツ」（編曲）
- 「BAKU」（編曲）

井上苑子
- 「可愛くなってもいいですか」（編曲）

Eve
- 「キャラバン」（沼能友樹と共編曲）
- 「メルファクトリー」（沼能友樹と共編曲）

宇宙まお
- 「ドアー」（編曲・サウンドプロデュース・ギター・キーボード）
- 「わたしが死んでも」（編曲・サウンドプロデュース・キーボード）
- 「声」（土井良浩と共編曲・サウンドプロデュース・キーボード）
- 「誰も知らない国へ」（土井良浩と共編曲・サウンドプロデュース・キーボード）
- 「リロラ」（編曲・サウンドプロデュース・ギター・キーボード）
- 「シネマヒーロー」（柳野裕孝と共編曲・サウンドプロデュース・キーボード）

彼女 IN THE DISPLAY
- 「STAY KID」（彼女 IN THE DISPLAYと共編曲・サウンドプロデュース）
- 「CHAOS」（彼女 IN THE DISPLAYと共編曲・サウンドプロデュース）
- 「DRAGON HORN SHOTGUN」（彼女 IN THE DISPLAYと共編曲・サウンドプロデュース）
- 「Kick」（彼女 IN THE DISPLAYと共編曲・サウンドプロデュース）
- 「KVE」（彼女 IN THE DISPLAYと共編曲・サウンドプロデュース）
- 「Anthem for my friends」（彼女 IN THE DISPLAYと共編曲・サウンドプロデュース）

栗山千明
- 「CAT'S EYE」（編曲）
- 「ミライノ・ヒカリ」（編曲）

King & Prince
- 「生活(仮)」（編曲）
- 「幸せがよく似合うひと」（編曲）

郷ひろみ
- 「ジャンケンポンGO!!」（編曲）
- 「約束」（編曲）

近藤晃央
- 「無表情」（編曲）
- 「テテ」（編曲）
- 「かな」（石塚徹と共編曲）
- 「3度目の告白」（編曲）
- 「反射光」（編曲）
- 「しるべ」（編曲）
- 「エーアイ」（石塚徹と共編曲）
- 「100年後」（石塚徹と共編曲）
- 「HONEY」（編曲）
- 「仮面舞踏会」（編曲）
- 「ハッピーエンドワールドエンド」（編曲）
- 「わたしはサンタクロース」（編曲）
- 「片隅スマイル」（編曲）
- 「六月三日」（編曲）
- 「グラデーションフライ」（沼能友樹と共編曲）
- 「ビビリーバー」（沼能友樹と共編曲）
- 「理婦人ナ社会」（沼能友樹と共編曲）
- 「操り人形劇 feat.ダイスケ」（編曲）
- 「存在照明」（編曲）
- 「相言葉」（編曲）

坂本真綾
- 「Buddy」（共作曲・編曲・共ストリングスアレンジ）（作曲はSchool Food Punishment、ストリングスアレンジは村山達哉と共同）
- 「Be mine!」（共編曲・共ストリングスアレンジ・プログラミング・キーボード）（編曲はthe band apart、ストリングスアレンジは石塚徹と共同）
- 「色彩」（石塚徹と共ストリングスアレンジ・プログラミング）
- 「homemade christmas」（作曲）
- 「逆光」（編曲を伊澤一葉、ストリングスアレンジを伊澤一葉、石塚徹と共同）
- 「空白」（石塚徹と共同でストリングスアレンジ）

さユり
- 「ミカヅキ」（編曲・サウンドプロデュース）
- 「それは小さな光のような」（編曲）
- 「来世で会おう」（編曲）
- 「アノニマス」（編曲）
- 「十億年」（編曲）
- 「蜂と見世物」（沼能友樹と共編曲）
- 「るーららるーらーるららるーらー」（編曲）
- 「夏」（編曲）
- 「birthday song」（編曲）
- 「月と花束」（編曲・アコースティックギター）
- 「航海の唄」（編曲）

さよならポニーテール
- 「新世界交響楽」（324P、マウマウと共編曲）

cinema staff
- 「WAYPOINT E.P.」（cinema staffと共編曲）

SCANDAL
- 「テイクミーアウト」（編曲）
- 「恋人がサンタクロース」（編曲）
- 「キミと夜と涙」（編曲）
- 「ハイライトの中で僕らずっと」（編曲[6]）

School Food Punishment
- 「futuristic imagination」（共編曲・共ストリングスアレンジ）（編曲はSchool Food Punishment、ストリングスアレンジは村山達哉と共同）
- 「flat」（School Food Punishmentと共編曲）
- 「butterfly swimmer」（School Food Punishmentと共編曲）
- 「beer trip」（School Food Punishmentと共編曲）
- 「sea-through communication」（編曲・アコースティックギター・キーボード）
- 「fiction nonfiction」（School Food Punishmentと共編曲）
- 「light prayer」（共作曲・編曲）（作曲はSchool Food Punishmentと共同）
- 「deviswitch」（共作曲・共編曲）（作曲はSchool Food Punishment、編曲は奥田裕亮と共同）
- 「future nova」（編曲）
- 「after laughter」（編曲）
- 「light prayer -AKXMIM Remix-」（編曲）
- 「RPG」（共作詞・共作曲・編曲・サウンドプロデュース）（作詞は内村友美、作曲はSchool Food Punishmentと共同）
- 「Slide show」（共作詞・共作曲・編曲・サウンドプロデュース）（作詞は内村友美、作曲はSchool Food Punishmentと共同）
- 「Transition period」（共作詞・共作曲・編曲・サウンドプロデュース）（作詞は内村友美、作曲はSchool Food Punishmentと共同）
- 「How to go」（共作詞・共作曲・編曲・サウンドプロデュース）（作詞は内村友美、作曲はSchool Food Punishmentと共同）
- 「帰る」（編曲・サウンドプロデュース）
- 「君に、胸キュン。 -浮気なヴァカンス-」（編曲・サウンドプロデュース）
- 「goodblue」（共作曲・編曲）（作曲はSchool Food Punishmentと共同）
- 「電車、滑り落ちる、ヘッドフォン」（編曲）
- 「04:59」（編曲）
- 「駆け抜ける」（共作曲・編曲・共ストリングスアレンジ）（作曲はSchool Food Punishment、ストリングスアレンジは村山達哉と共同）
- 「パーセンテージ」（蓮尾理之と共編曲）
- 「free quiet」（共作詞・共作曲・編曲・サウンドプロデュース）（作詞は内村友美、作曲はSchool Food Punishmentと共同）
- 「in bloom」（共作詞・共作曲・編曲・サウンドプロデュース）（作詞は内村友美、作曲はSchool Food Punishmentと共同）
- 「ウツロウ、サンガツ」（共作詞・共作曲・編曲・サウンドプロデュース）（作詞は内村友美、作曲はSchool Food Punishmentと共同）
- 「≠」（共作詞・共作曲・編曲・サウンドプロデュース）（作詞は内村友美、作曲はSchool Food Punishmentと共同）
- 「are」（共作詞・共作曲・編曲・サウンドプロデュース）（作詞は内村友美、作曲はSchool Food Punishmentと共同）
- 「Ura Omote」（共作詞・共作曲・編曲・サウンドプロデュース）（作詞は内村友美、作曲はSchool Food Punishmentと共同）
- 「ハレーション」（共作詞・共作曲・編曲・サウンドプロデュース）（作詞は内村友美、作曲はSchool Food Punishmentと共同）
- 「flashback trip syndrome」（岸利至と共編曲・サウンドプロデュース）
- 「光」（共作詞・共作曲・編曲・サウンドプロデュース）（作詞は内村友美、作曲はSchool Food Punishmentと共同）
- 「Y/N」（共作詞・共作曲・編曲・サウンドプロデュース）（作詞は内村友美、作曲はSchool Food Punishmentと共同）

テゴマス
- 「ハルメキ」（編曲）

東京パフォーマンスドール
- 「BRAND NEW STORY」（編曲）
- 「ダイヤモンドは傷つかない -Rearranged ver.-」（編曲・ギター）
- 「WEEKEND PARADISE -Rearranged ver.-」（編曲）
- 「夢を -Rearranged ver.-」（編曲）
- 「DREAM TRIGGER」（編曲）
- 「東京ハッカーズナイト・グルーヴ –Rearranged ver.-」（編曲）
- 「RUBY CHASE –Rearranged ver.-」（柳野裕孝と共編曲）
- 「Shadow Dancer –Rearranged ver.-」（柳野裕孝と共編曲）
- 「DREAMIN'」（編曲）
- 「Be Born -Rearranged ver.-」（編曲）
- 「DREAMIN'」（柳野裕孝と共編曲）
- 「十代に罪はない -Rearranged ver.-」（編曲）
- 「TIME」（編曲）
- 「DREAMIN'」（編曲）
- 「キスは少年を浪費する -Rearranged ver.-」（土井良浩と共編曲）
- 「OVERNIGHT SUCCESS -Rearranged ver.-」（柳野裕孝と共編曲）
- 「気持ちはING -Rearranged ver.-」（石塚徹と共ストリングスアレンジ）
- 「RAISE YOUR HANDS」（編曲）
- 「WAKE ME UP!! -Rearranged ver.-」（柳野裕孝と共編曲）
- 「恋しさと せつなさと 心強さと -Rearranged ver.-」（編曲）
- 「TOKYO ROMANCE -Rearranged ver.-」（編曲）
- 「CATCH!! -Rearranged ver.-」（編曲）
- 「Swimmy」（編曲）

9nine
- 「Forget-U-not」（編曲）
- 「ALGORITHM+LOVE」（中村タイチと共編曲）

ねごと
- 「nameless」（編曲）
- 「greatwall」（編曲）
- 「たしかなうた」（編曲）
- 「シンクロマニカ」（編曲）
- 「ばらの花」（編曲）
- 「トレモロ」（編曲）
- 「街」（編曲）

Hearts Grow
- 「ソライロ」（編曲）
- 「エール」（編曲）
- 「未来スケッチ」（編曲・プロデュース）

ポルノグラフィティ
- 「9.9㎡」（ポルノグラフィティと共編曲）
- 「極上ランディング」（ポルノグラフィティと共編曲・プログラミング）
- 「俺たちのセレブレーション」（ポルノグラフィティと共編曲）
- 「なにはなくとも」（ポルノグラフィティと共編曲）
- 「THE DAY」（ポルノグラフィティと共編曲）
- 「真っ白な灰になるまで、燃やし尽くせ」（ポルノグラフィティと共編曲）
- 「メジャー」（共編曲・共ストリングスアレンジ）（編曲はポルノグラフィティ、ストリングスアレンジは石塚徹と共同）
- 「電光石火」（ポルノグラフィティと共編曲）
- 「Good luck to you」（ポルノグラフィティと共編曲）
- 「Working men blues」（ポルノグラフィティと共編曲）
- 「Fade away」（ポルノグラフィティと共編曲）
- 「クリスマスのHide＆Seek」（ポルノグラフィティと共編曲）

松下奈緒
- 「Spirit」（編曲・ギター）

みきちゅ
- 「心が死にきってしまう前に」（編曲）

misono
- 「私がオバさんになっても」（編曲）
- 「木綿のハンカチーフ」（編曲）

momonaki
- 「Fallin' Snow」（作曲・編曲）

夢みるアドレセンス
- 「OVERFLOW」（作曲・編曲）
- 「ファンタスティックパレード」（編曲）
- 「Exceeeed!!」（編曲）
- 「メロンソーダ」（編曲）

ユンナ
- 「向日葵」（作曲・編曲・プロデュース）
- 「儚く強く」（作曲・編曲）

ЯeaL
- カタリナ（編曲）

LiSA
- 「リスキー」（編曲）
- 「AxxxiS」（編曲・共ストリングスアレンジ）（ストリングスアレンジは石塚徹と共同）
- 「ツヨガリ・ファンファーレ」（編曲）
- 「Catch the Moment」（編曲）
- 「halo-halo」（編曲）
- 「LOSER 〜希望と未来に無縁のカタルシス〜」（編曲）
- 「Peace Beat Beast」（編曲・トランペット）
- 「だってアタシのヒーロー。」（編曲）
- 「ASH」（編曲・共ストリングスアレンジ）（ストリングスアレンジは石塚徹と共同）
- 「紅蓮華」（編曲）
- 「やくそくのうた」（編曲）
- 「ハウル」（編曲）
- 「KALEIDO」（PABLOと共編曲）
- 「往け」（編曲）
- 「HELLO WORLD」（編曲[7]）
- 「拝啓、わたしへ」（編曲[8]）
- 「洗脳」（編曲[9]）

分島花音
- 「world's end, girl's rondo」（編曲・共ストリングスアレンジ）（ストリングスアレンジは石塚徹と共同）
- 「the BEAST can't BE STOpped」（編曲）
- 「ノットフォーセール・フォッシル」（編曲）

TOMOO
- 「コントラスト」（編曲）